# 横浜市立名瀬中学校
横浜市立名瀬中学校（よこはましりつなせちゅうがっこう）は、神奈川県横浜市戸塚区にある公立中学校である。共学校。特殊学級（知的・情緒）設置校。

## 立地
北は新戸塚病院に面し、東は名瀬ホームと隣接する。丘陵地域の高台に所在し、南は富士山が望まれる。校内には名瀬中コミュニティハウスが設置されている。

## アクセス
JR東戸塚駅より
- 徒歩-30分
- バス-神奈川中央交通

東16系統-新戸塚病院循環（東戸塚駅西口行）、公園前商店街入口行「新戸塚病院前」15分　下車徒歩2分
東10・東23系統-緑園都市駅行「妙法寺」10分　下車徒歩15分
戸33系統-戸塚駅東口行「公園前」10分　下車徒歩15分

相鉄いずみ野線緑園都市駅より
- 徒歩-40分
- バス-神奈川中央交通

東10・戸09系統-東戸塚駅東口行・戸塚駅東口行「妙法寺」10分　下車徒歩15分

## 沿革
- 1980年（昭和55年） - 横浜市立名瀬中学校開校
- 1997年（平成5年） - 校舎の一画に名瀬中コミュニティハウス設置
- 1999年（平成7年） - 特別支援学級設置

## 主な学校行事
(令和５年)
- 1年-遠足、2年-自然教室、3年-修学旅行（5月）
- 球技大会（3月）
- 体育大会（5月）
- 書初め展（1月）
- 合唱コンクール、芸術祭（10月）

合唱コンクールは芸術祭の行事内容となっている。

## 部活動
現在は以下の13の部活動が活動している。
- 野球部
- サッカー部
- 陸上競技部
- ハンドボール部
- 女子ソフトテニス部
- 男子バスケットボール部
- 女子バスケットボール部
- 女子バドミントン部
- 卓球部
- 吹奏楽部
- 美術部
- 華道部
- 女子バレーボール部
- シンガーソングライター部

過去にはソフトボール部、水泳部、柔道部、剣道部、トライアスロン部、軽音楽部、国際交流部等も活動していた。

## 著名な出身者

### 文化
- 増田順一 - ゲームクリエイター、作曲家[1]
- 細川直美 - 女優[要出典]
- 中村公輔 - ミュージシャン、プロデューサー[要出典]
- 尾辻舞 - フリーアナウンサー[要出典]
- 妻夫木聡 - 俳優[要出典]
- イケダハヤト - プロブロガー[要出典]

### スポーツ
バスケットボール
- 鈴木裕紀 - bjリーグ大分ヒートデビルズ（2005～）

野球選手
- 豊田寛 - （プロ野球選手・阪神タイガース外野手）
- 松本隆之介 - （プロ野球選手・横浜DeNAベイスターズ投手）